# Plazmonika
Fény segítségével egy fém felületén lévő úgynevezett vezetési elektronokat hullámszerű mozgásra lehet kényszeríteni, amelyben sűrűsödések és ritkulások váltják egymást. Ezek hullámhossza rövidebb a gerjesztő fény hullámhosszánál. Ezt az új típusú fényt nevezik felületi plazmonnak. Az ezzel foglalkozó tudomány a plazmonika.
Kroó Norbert munkatársaival az MTA Szilárdtestfizikai és Optikai Kutatóintézetben a világon másodikként kezdett el foglalkozni az új típusú fénynek nevezett felületi plazmonokkal.
A fény hullámhossza határt szab az optikai rendszerek felbontóképességének, hiszen ha két pont közelebb van egymáshoz, mint a hullámhossz fele, az egy pontnak látszik; ez a difrakciós limit azonban nem vonatkozik az új típusú fényre, amelyben tetszőlegesen közeli pontokat is fel lehet oldani. „Ennek köszönhetően rohamosan terjed a felületi plazmonok alkalmazása, amelyek egyaránt felhasználhatók rákos daganatok elpusztítására, az információs technológiákban vagy a kémia területén” – nyilatkozta az alkalmazási lehetőségekről az MTA alelnöke.

## Lehetséges alkalmazásai
A magyar származású Naomi Halas, a Rice Egyetem professzora már a gyógyításban kúraszerűen is alkalmazza a felületi plazmonokat, kemoterápiával együtt. Ennek során szigetelő gömböcskéket vonnak be arannyal, majd a véráramon keresztül eljuttatják azokat a daganatba, amelyet megvilágítanak. A fény a gömböcskéken lokalizált felületi plazmonokat hoz létre. Ezek óriási elektromos tereket képviselnek, amelyek szétroncsolják a rákos szöveteket.
Az optikában használatos lencsék nem tökéletesek. Több lencsét kell egy fényképezőgépben összerakni, hogy mindenféle korrekciót végre lehessen hajtani - színkorrekciót, térbeli torzítási korrekciót. A felületi plazmonokból ellenben ideális lencsét lehet alkotni.